# Fresnedillas de la Oliva
Fresnedillas de la Oliva é um município da Espanha na província e comunidade autónoma de Madrid, de área 28,20 km² com população de 1298 habitantes (2007) e densidade populacional de 38,79 hab/km².

## Demografia
| Variação demográfica do município entre 1991 e 2004 | Variação demográfica do município entre 1991 e 2004 | Variação demográfica do município entre 1991 e 2004 | Variação demográfica do município entre 1991 e 2004 |
| --------------------------------------------------- | --------------------------------------------------- | --------------------------------------------------- | --------------------------------------------------- |
| 1991                                                | 1996                                                | 2001                                                | 2004                                                |
| 458                                                 | 635                                                 | 913                                                 | 1097                                                |